# Conistra eos
Conistra eos är en fjärilsart som beskrevs av Culot. Conistra eos ingår i släktet Conistra och familjen nattflyn. Inga underarter finns listade i Catalogue of Life.